# Adolf von Hertzberg

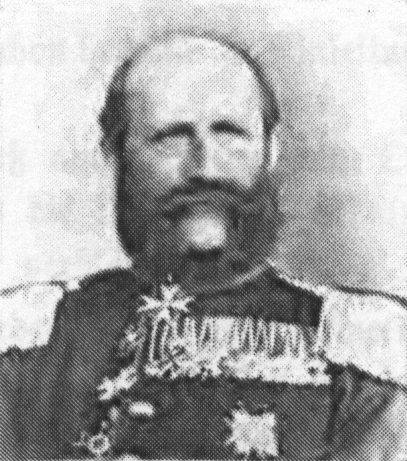
Adolf von Hertzberg

Adolf Karl Theodor Friedrich von Hertzberg (* 28. Juli 1820 in Danzig; † 2. Januar 1910 in Frankfurt (Oder)) war ein preußischer Generalleutnant.

## Leben

### Herkunft
Adolf war ein Sohn des preußischen Majors Friedrich von Hertzberg (1790–1861) und dessen Ehefrau Emilie, geborene von Gerlach (1797–1870).

### Militärkarriere
Nach dem Besuch des Gymnasiums in Danzig trat Hertzberg am 1. November 1839 als Musketier in das 5. Infanterie-Regiment der Preußischen Armee ein und avancierte bis Ende Februar 1842 zum Sekondeleutnant. Vom 9. April bis zum 14. Oktober 1846 war er zum Lehr-Infanterie-Bataillon und im Anschluss zur weiteren Ausbildung bis Mitte März 1848 an die Allgemeine Kriegsschule kommandiert. In dieser Zeit wurde er am 27. März 1847 in das Garde-Reserve-Infanterie-Landwehr-Regiment versetzt und am 1. November 1848 zum Bataillonsadjutanten ernannt. Am 2. Mai 1849 nahm Hertzberg seinen Abschied als Premierleutnant und trat als solcher am 7. Mai 1849 in mecklenburg-schwerinsche Dienste. Dort wurde er am 1. Oktober 1849 Adjutant im 2. Musketierbataillon. Er kam am 29. Oktober 1851 in das leichte Infanterie-Bataillon und wurde am 18. September 1852 zum Generalstab kommandiert. Dort wurde er am 6. April 1856 zum Hauptmann befördert und am 1. Juni 1857 als Kompaniechef in das Grenadier-Garde-Bataillon versetzt. Am 28. Juli 1858 kam er als Flügeladjutant zum Großherzog Friedrich Franz II. Am 5. Oktober 1860 zum Major befördert, nahm er als solcher 1864 während des Krieges gegen Dänemark an den Gefechten bei Oberselk, Nübel, Strup, Rackebüll und Veile sowie dem Sturm auf die Düppeler Schanzen teil. Dafür erhielt er den Roten Adlerorden III. Klasse mit Schwertern, das Militärverdienstkreuz und den Orden der Eisernen Krone III. Klasse mit Kriegsdekoration. Am 19. Juni 1864 nahm er seinen Abschied aus mecklenburgischen Diensten.
Am 20. Juni 1864 trat Hertzberg als Major erneut in preußische Dienste und wurde in den Großen Generalstab übernommen. Schon am 14. Juli 1864 erhielt er Urlaub, um nach Frankreich und England zu gehen. Dort besuchte er die Lager in Chalons und Aldershot. Nach seiner Rückkehr wurde er am 10. Dezember 1864 in den Generalstab der 5. Division versetzt. Er wurde am 11. April 1865 mit dem Düppeler Sturmkreuz ausgezeichnet und am 8. Juni 1866 zum Oberstleutnant befördert. Während des Deutschen Krieges kämpfte er bei Gitschin und Königgrätz. Dafür bekam er am 20. September 1866 den Kronen-Orden III. Klasse mit Schwertern und am 25. September 1866 das Mecklenburgische Militärverdienstkreuz I. Klasse. Hertzberg war vom 16. August 1866 bis zum 19. Juli 1867 Kommandeur des III. Bataillons im Magdeburgischen Füsilier-Regiment Nr. 36. Anschließend wurde er Chef des Generalstabes des VII. Armee-Korps und stieg Ende März 1868 zum Oberst auf.
Bei der Mobilmachung anlässlich des Krieges gegen Frankreich wurde Hertzberg am 18. Juli 1870 Oberquartiermeister im Oberkommando der 2. Armee unter Prinz Friedrich Karl von Preußen. Für die weitere Dauer des mobilen Verhältnisses hatte er am 16. Dezember 1870 das Kommando über das 6. Rheinische Infanterie-Regiment Nr. 68 erhalten und fungierte vom 27. Dezember 1870 bis zum 15. März 1871 als Führer der 32. Infanterie-Brigade. Hertzberg nahm an den Schlachten bei Vionville, Gravelotte, Orleans, Bapaume, Beaugency, Saint-Quentin sowie der Belagerung von Metz und der Einschließung von Péronne teil. Für sein Wirken wurde er mit beiden Klassen des Eisernen Kreuzes, dem Ehrenkomtur des Oldenburgischen Haus- und Verdienstordens des Herzogs Peter Friedrich Ludwig sowie dem Kommandeurkreuz I. Klasse des Großherzoglich Hessischen Ludwigsordens ausgezeichnet.
Nach dem Vorfrieden von Versailles wurde Hertzberg am 29. März 1871 zum Kommandeur des 6. Rheinische Infanterie-Regiment Nr. 68 ernannt. Mit dem Rang und den Gebührnissen eines Brigadekommandeurs erfolgte am 4. Juli 1872 seine Versetzung zu den Offizieren von der Armee sowie die Kommandierung als Kommandeur der 51. Infanterie-Brigade nach Württemberg. Unter Belassung in diesem Kommando trat Hertzberg am 31. Oktober 1872 zu den Offizieren à la suite der Armee über und avancierte Ende März 1873 zum Generalmajor. Er wurde am 4. Januar 1876 aus Württemberg abberufen und zum Kommandeur der 43. Infanterie-Brigade in Kassel ernannt. Unter Beförderung zum Generalleutnant wurde Hertzberg am 18. Januar 1878 zu den Offizieren von der Armee versetzt und am 4. Februar 1879 mit Pension zur Disposition gestellt. Anlässlich seiner Verabschiedung erhielt er den Stern zum Stern zum Roten Adlerorden II. Klasse mit Eichenlaub und Schwertern am Ringe sowie am 16. August 1895 anlässlich des 25. Jahrestages der Schlacht bei Vionville den Kronen-Orden I. Klasse mit Schwertern am Ringe. Er war Rechtsritter des Johanniterordens und starb am 2. Januar 1910 in Frankfurt (Oder).

### Familie
Hertzberg heiratete am 19. Oktober 1865 in Frankfurt (Oder) Anna von Gerlach (1838–1919), eine Tochter des Polizeipräsidenten Karl von Gerlach. Aus der Ehe gingen die Kinder Frieda (1866–1867), Magdalena (* 1861), Helmut (1870–1871), Karl (*/† 1872) und Adolf (* 1874) hervor.